# Lluvia de peces en Yoro

Ubicación grafica de Yoro

La Lluvia de peces de Yoro es, según el folclore popular, un fenómeno meteorológico extraordinario que ocurre en la ciudad de Yoro, en el departamento hondureño del mismo nombre.  Algunos habitantes aseguran haber sido testigos oculares, lo que ha atraído a científicos e incluso History Channel ha hecho reportajes sobre los hechos.Sin embargo no es nada similar al resto de los fenómenos que pasa en el mundo ya que este evento se manifiesta cada año entre mayo y junio, en la misma ciudad lo cual lo vuelve inexplicable, existen fenómenos meteorológicos que pasan en todo el mundo como lluvia de ranas de igual forma con la trombas marinas. 

## Historia
Según los habitantes de Yoro, este fenómeno ha venido  en esta zona desde hace más de dos siglos.
Testigos de este fenómeno señalan que comienza con un oscurecimiento del cielo causado por nubes densas, seguido por relámpagos y truenos, vientos fuertes, y una lluvia copiosa que dura de 2 a 3 horas (comportamiento típico de las tormentas tropicales). Una vez que la lluvia ha cesado, los pobladores encuentran cientos de peces esparcidos por el suelo, aún vivos. 
Los pobladores los recogen y transportan a sus casas para cocinarlos y comerlos posteriormente.
Los peces son de agua dulce, siempre se los encuentra vivos, no carecen de ojos, no son enormes sino pequeños y, según los pobladores, no son del tipo de peces que se encuentra en áreas cercanas.

## Explicación
Por el momento no se poseen pruebas científicas de este hecho. Algunos expertos creen que la lluvia de peces podría deberse a un fenómeno meteorológico (véase Tromba marina).
Algunos pobladores creen que estos peces no caen desde el cielo hasta los techos de las casas, por lo que postulan que estos peces de agua dulce vienen nadando en algún río subterráneo. Algunos abandonarían la corriente, atravesarían el suelo por agujeros imperceptibles y aparecerían sobre el suelo.
Otra versión asevera que este fenómeno podría ocurrir probablemente por instinto de los peces o debido a alguna variación en el clima. Al caer, los peces se inquietan considerablemente, llegando en muchos casos hasta a perforar el suelo de poco espesor.

## Milagro del "Padre Subirana"
A través de la tradición oral, se ha consolidado la creencia de que la aparición de los peces se debe al milagro de un sacerdote católico español, el padre Manuel de Jesús Subirana, considerado por muchos como santo. Subirana visitó Honduras entre 1856 y 1864. Al encontrar mucha gente pobre y hambrienta, oró durante tres días y tres noches pidiendo a Dios un milagro que ayudara a los pobres a conseguir alimento.

## Cultura popular de lluvia de pecesen el departamento de yoro
Hay una canción popular hondureña llamada Conozca Honduras que menciona la Lluvia de Peces,
“¿Dónde es que hay lluvia de peces cual milagro celestial?”.